# Apam Napát
Apam Napát „potomek/syn Vod“ je zarathuštrické božstvo, jehož védským protějškem je Apám Napát. Podle 13. jaštu společně s Mithrou udržuje společenský řád a mírní nepokoje, obě božstva také v 19. jaštu ochraňují chvarenu. Nepříliš jasná zmínka o něm se objevuje i v 5. jaštu, v 8. jaštu rozděluje vodu lidským příbytkům. Ve střední perštině byl taktéž nazýván Borz či Borǰ, což je odvozeno z avestánského berezantem „vznešený“, nebo Borz í Ábánnáf „Vznešený, který je Synem Vod“.

## Prameny a kult
Ve výše zmíněném 19. jaštu se vypráví o sporu o chvarenu mezi Spenta Mainjuem a Angra Mainjuem, během kterého byla chvarena chráněna Mithrou a Átarem. Pak se odebrala k mytickému jezeru Vourukaša. Tam se jí zmocnil Apam Napát a uložil ji do vody. Poté vyhlásil Ahura Mazda její výlov a slíbil, že úspěšnému nálezci přinese chvarena zdar v kněžské, pastevecké a vojenské sféře. O její získání se pokusil Túránec Franrasjan, který se pro ni třikrát potopil, ale ta mu vždy unikla, protože nebyl Árjou. Při pohybu chvareny se jezero rozvodnilo a vznikly tak různé řeky, včetně Haétumant, která stále obsahuje tento posvátný symbol.
| Uctíváme vznešeného pána (berezantem ahurem), královského, zářícího, Syna Vod, který má rychlé koně, hrdinu, co pomáhá, když je volán. On (je tím, kdo) stvořil člověka, co utvořil člověka, bůh uprostřed vod, tím, jenž je nejrychlejší v naslouchání modlitbám. |
| Jašt, 19 (Zamjád jašt), Avesta |

Ve středoperských textech je božstvem vod a ochráncem chvareny. Podle Bundahišnu pobývá u Ardvísúr a neposkvrněných vod a jeho hlavní povinností je distribuce vod, taktéž chrání před velkými vlnami na moři. Když se každý třetí rok shromažďují nepřátelé Íránců pod Elbrusem, vystupuje z řeky Arang a probouzí ptáka Čamrúše, který je uklove a zabrání tak zničení světa.
V zarathuštrickém kalendáři je každý den členěn na úseky zvané gáh a Apam Napátovi je zasvěcen Uzérín Gáh, tedy čas od tří odpoledne do západu slunce. Lze předpokládat že v před-zarathuštrických dobách byl den členěn jen na dopoledne zasvěcené Mithrovi a odpoledne zasvěcené Apam Nápátovi. Tomuto božstvu však není věnován žádný měsíc v roce ani den v měsíci, tento zvyk se nejspíše objevil až později, když jeho význam upadal. Kromě odpoledních modliteb je Apam Napát stále volán při vzývání vody během jasnu, hlavního zarathuštrického rituálu.

## Hypotézy
Podle iranistky Mary Boyce Apam Napát původně byl významným božstvem a ztotožňuje jej s hypotetickým avestánským *Vourunou, ve védské tradici známým jako Varuna. Tento výklad stojí v opozici vůči ztotožnění *Vouruny se samotným Ahura Mazdou, zastávaném například Jaanem Puhvelem nebo Washem Edwardem Haleem. Mary Boyce poukazuje na fakt, že Apam Napát je jediným zarathuštrickým božstvem kromě Mazdy a Mithry, které je titulováno ahura pán, nebo na různé zmínky ve védských textech, které ztotožňují Varunu, Apám Napáta a Agniho „Oheň“.